# Das kann doch einen Seemann nicht erschüttern
Das kann doch einen Seemann nicht erschüttern ist der Titel eine Liedes komponiert von Michael Jary (Musik) und Bruno Balz (Text). Es wurde am 30. Juni 1939 von Heinz Rühmann, Josef Sieber und Hans Brausewetter für die Filmkomödie Paradies der Junggesellen aufgenommen, die am 1. August 1939 im Ufa-Palast am Gänsemarkt in Hamburg Premiere hatte.